# سفارة الولايات المتحدة الأمريكية لدى السعودية
سفارة الولايات المتحدة الأمريكية لدى السعودية هي الممثلية الدبلوماسية العليا للولايات المتحدة الأمريكية لدى المملكة العربية السعودية. تقع السفارة في حي السفارات في الرياض.